# Pheidole belli
Pheidole belli är en myrart som beskrevs av Mann 1919. Pheidole belli ingår i släktet Pheidole och familjen myror. Inga underarter finns listade i Catalogue of Life.